# کلان‌شهر مستقل ویگان
کلان‌شهر مستقل ویگان (به انگلیسی: Metropolitan Borough of Wigan) یک کلان‌شهر مستقل در انگلستان است که در منچستر بزرگ واقع شده‌است. کلان‌شهر مستقل ویگان ۱۸۸٫۱۹ کیلومتر مربع مساحت دارد.